# 広島市立亀崎中学校
広島市立亀崎中学校（ひろしましりつ かめざきちゅうがっこう）は、広島県広島市安佐北区亀崎四丁目にある公立中学校。
校舎は、広島市の北部に位置し、「高陽ニュータウン」として開発された新興住宅団地の中にある。

## 沿革
- 1981年（昭和56年）4月 - 広島市立落合中学校より分離開校し創立。
- 1984年（昭和59年）2月 - 校舎4階部分の増築工事完了、校歌の制定。
- 1997年（平成9年）9月 - デリバリー給食開始。
- 2004年（平成16年）10月 - 構内LAN工事完了。
- 2007年（平成19年）8月 - 体育館床面の全面改修工事。[2]

## 校区
- 広島市立亀崎小学校の校区
  - 深川一丁目（53番1号～8号）、亀崎一丁目、亀崎二丁目（深川学区分を除く）、亀崎三丁目、亀崎四丁目
- 広島市立倉掛小学校の校区
  - 倉掛一丁目～倉掛三丁目、落合五丁目（18番1号～17号、20～32番）、落合南六丁目、落合南七丁目（落合学区分を除く）、落合南八丁目、落合南九丁目、落合南町[3]

## 部活動

### 体育系
- 野球部
- 男子ソフトテニス部
- 男子バスケット部・女子バスケット部
- 女子バレー部
- バドミントン部

### 文化系
- 美術部
- 吹奏楽部

## 校区内の主な施設
- 広島県立高陽東高等学校
- 広島県立広島特別支援学校
- 広島インターナショナルスクール
- 広島県消防学校

## アクセス
- JR芸備線 下深川駅下車徒歩15分。
- 広島バスセンター、広島駅前：JRバス中国、広島交通高陽A団地・地区センター・フジグラン経由高陽C団地行き、「地区センター・フジグラン高陽前」バス停下車徒歩5分。

## 著名な関係者

### 教職員
- 坪井直（日本被団協代表委員、広島県被団協理事長） - 初代校長。

### 卒業生
- 太田雅彦（アニメーション監督）
- 田中慎太朗 (野球選手)
- 髙柳一誠（サッカー選手） - 沖縄SV
- 増田卓也（元サッカー選手） - ロアッソ熊本